# Chiojdu
Chiojdu est une commune roumaine située dans le județ de Buzău.